# Facultad de Odontología (Universidad Complutense de Madrid)
La Facultad de Odontología de la Universidad Complutense de Madrid (UCM) está situada en la Plaza de Ramón y Cajal de la Ciudad Universitaria, frente a la Facultad de Farmacia y junto a las facultades de Medicina y de Enfermería, Fisioterapia y Podología. Estos cuatro centros se localizan en la zona central del campus de Moncloa y aúnan la mayor parte de las titulaciones de Ciencias de la Salud impartidas en la UCM. 
La Facultad de Odontología era conocida antiguamente como La Escuela de Estomatología que fue inaugurada en el año 1910 y adscrita a la Facultad de Medicina. La Facultad de Odontología actual fue inaugurada como tal en 1978 para sustituir a la antigua escuela. 
Es habitual que el claustro universitario de la UCM se reúna en el salón de actos de esta facultad. Su festividad patronal es el 9 de febrero, Santa Apolonia de Alejandría.
En el ranking 2018 que publica Quacquerelli Symonds (QS), la Facultad de Odontología de la UCM se encuentra en la posición 30.ª del mundo, 14.ª de Europa y en 1.ª posición en España.
Es la única facultad de odontología española que se encuentra entre las 50 mejores del mundo por tercer año consecutivo y la mejor facultad de odontología del conjunto de países en los que el español es el idioma oficial. Cabe señalar que alrededor del mundo, el número de facultades y escuelas de odontología públicas y privadas supera el millar.

## Estudios[13]

### Programa degrado
- Grado en Odontología. El Grado en odontología cuenta con 5 años de estudios más el trabajo de fin de Grado. Este grado figura en la posición 30ª del mundo en odontología. Cuenta con un nivel de estudios altamente estrictos y exigentes. El alumno graduado obtiene el título de Odontólogo (sinónimo de Doctor en Cirugía Dental en Norteamérica). Siendo una universidad pública, el acceso a este grado está regulado cada año por el Ministerio de Educación bajo una nota de acceso correspondiente a la educación secundaria y en la que se exige una nota muy alta. Esta forma de acceso sólo existe en el sistema universitario público, las universidades privadas carecen de esta regulación.

### Programa demáster
- Máster Universitario en Ciencias Odontológicas. Se trata de un máster de un año que capacita al graduado para optar al programa de doctorado.

### Programa dedoctorado
- Doctorado en Ciencias Odontológicas. Este programa es dedicado a los graduados en odontología que previamente hayan hecho el Máster Universitario en Ciencias Odontológicas y que desean hacer carrera en la enseñanza universitaria y/o en la investigación.

### Programas detítulo propiode la UCM
- Máster Propio UCM en Ortodoncia.
- Máster Propio UCM en Cirugía Bucal e Implantología.
- Máster Propio UCM en Endodoncia.
- Máster Propio UCM en Odontología Estética.
- Máster Propio UCM en Odontopediatría.
- Máster Propio UCM en Periodoncia.
- Máster Propio UCM en Prótesis Bucofacial y Oclusión.
- Especialista en Implantoprótesis.
- Especialista en Medicina Oral.
- Especialista en Odontología Integrada en el Niño con Necesidades Especiales.
- Especialista en Odontología Restauradora Basada en las Nuevas Tecnologías.
- Especialista en Ortodoncia Lingual.
- Especialista en Trastornos Temporomandibulares y Dolor Orofacial.
- Experto en Clínica Periodontal.[14]

## Departamentos[15]
- Departamento de Estomatología I (Prótesis Bucofacial).
- Departamento de Estomatología II (Odontología Conservadora).
- Departamento de Estomatología III (Medicina y Cirugía Buco-Facial).
- Departamento de Estomatología IV (Profilaxis, Odontopediatría y Ortodoncia).

### Otros departamentos condocenciaen la facultad
- Departamento de Farmacología.
- Departamento de Anatomía y Embriología Humanas.
- Departamento de Medicina.
- Departamento de Medicina Preventiva y Salud Pública (Historia de la Ciencia).
- Departamento de Biología Celular.
- Departamento de Filología Inglesa I (Lengua y Lingüística Inglesa).
- Departamento de Psicobiología.
- Departamento de Microbiología I.
- Departamento de Microbiología II.

## Clínica
Existe una clínica de odontología para tratar a pacientes.

## Otros servicios y asociaciones[17]
- Asociación de estudiantes AEOC-M.[18]
- Museo de Odontología.
- Club deportivo.[19]
- Grupo de teatro Carabellis (última actividad durante el curso académico 2019-2020).